# Kronosaurus
Il cronosauro (gen. Kronosaurus) era un rettile marino appartenente al gruppo dei pliosauri, vissuto nel Cretaceo inferiore (circa 105-100 milioni di anni fa). I suoi resti fossili sono stati rinvenuti in Australia.

## Prima ricostruzione
I primi resti fossili rinvenuti, sul finire dell'800, erano estremamente frammentari (principalmente un frammento di mascella), ma alcuni anni dopo fossili più completi vennero trovati nel Queensland, e furono descritti come Kronosaurus queenslandicus. Il cronosauro venne ricostruito come un enorme mostro marino, lungo tredici metri e con un cranio allungatissimo di circa tre metri, munito di fauci enormi e grandi denti affilati. La ricostruzione più famosa di questo animale lo mostra con il corto e muscoloso collo tenuto con un'inclinazione di quasi 45°, sporgente dall'acqua, che sorregge la grande testa. Le zampe, come in tutti i plesiosauri, erano trasformate in pagaie che permettevano al cronosauro di spostarsi velocemente nei mari alla ricerca di prede.
Queste prime stime hanno conferito al Cronosauro grande fama e il titolo di più grande plesiosauro dei mari australiani.

## Ricostruzione moderna
In realtà, nuovi studi effettuati sugli esemplari di cronosauro finora rinvenuti, hanno dimostrato che il collo era sostanzialmente tenuto in posizione orizzontale, sia il cranio che il corpo dovevano essere leggermente più corti (il numero delle vertebre conteggiate originariamente era eccessivo). Cionondimeno, il cronosauro doveva essere pur sempre uno dei più grandi predatori della sua epoca, ed è stato uno degli ultimi grandi pliosauri (i plesiosauri a collo corto, come Pliosaurus, Liopleurodon e Brachauchenius), raggiungendo gli 11,6 metri di lunghezza. Negli stessi strati australiani sono stati rinvenuti, oltre che numerosi pesci, anche altri rettili marini di dimensioni minori, come il plesiosauro Woolungasaurus e l'ittiosauro Platypterygius. Probabilmente tutti questi animali rappresentavano per il cronosauro delle potenziali prede. Uno scheletro di pliosauro, rinvenuto più recentemente in Colombia, è stato ascritto con qualche dubbio a questo genere.